# Verhnokameanka, Popasna
Verhnokameanka (în ucraineană Верхньокам'янка) este un sat în așezarea urbană Bilohorivka din raionul Popasna, regiunea Luhansk, Ucraina.

## Demografie
Componența lingvistică a localității Verhnokameanka
     Ucraineană (84,39%)
     Rusă (15,61%)
Conform recensământului din 2001, majoritatea populației localității Verhnokameanka era vorbitoare de ucraineană (84,39%), existând în minoritate și vorbitori de rusă (15,61%).